# Fluweelasitie
De fluweelasitie (Philepitta castanea) is een zangvogel uit de familie Philepittidae (asities). De vogel werd in 1776 door Philipp Ludwig Statius Müller als Turdus castaneus beschreven.

## Kenmerken
De vogel is 14,0 tot 16,5 cm lang. Het is een gedrongen vogel met een bijna onzichtbare staart, een licht gebogen snavel en korte pootjes. Opvallend is de groene lel boven het oog van het mannetje dat verder donker olijfkleurig is. De vrouwtjes zijn lichter olijfkleurig.

## Verspreiding en leefgebied
Deze soort is endemisch in oostelijk Madagaskar.

## Status
De grootte van de populatie is niet gekwantificeerd maar de soort wordt omschreven als vrij algemeen. Op de Rode lijst van de IUCN heeft deze soort de status niet bedreigd.